# Ютановка

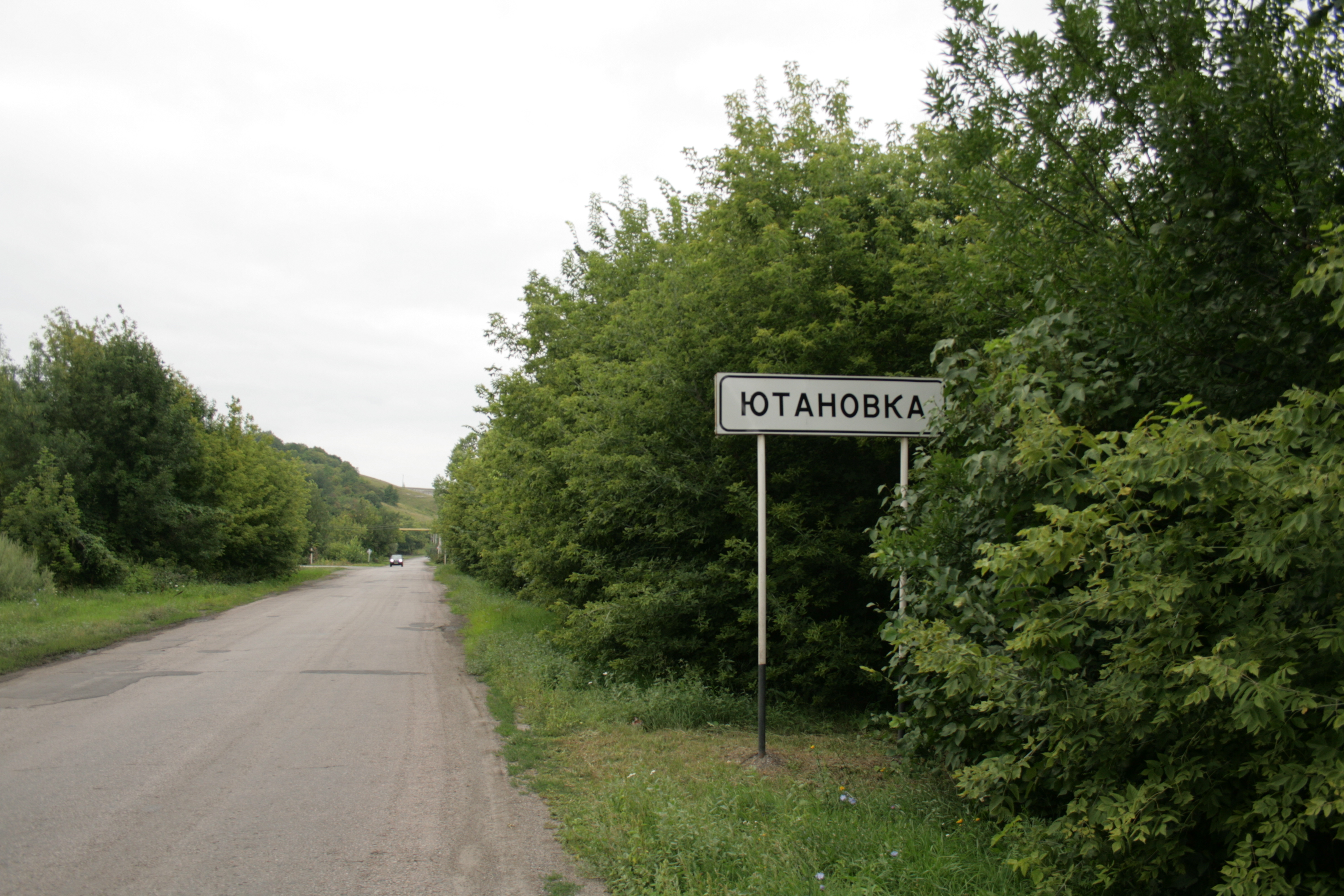
Знак «Ютановка»

Ютановка — село в Волоконовском районе Белгородской области России. Административный центр Ютановского сельского поселения.

## География
Село расположено в восточной части Белгородской области, на правобережье реки Оскола (бассейн Дона), напротив расположенного на левом берегу районного центра, посёлка Волоконовки (в 1,5 км по прямой к западу от него).

## История

### Происхождение названия
Первое поселение – слобода Утянка (возможно, от названия урочища Утяное), упоминается в некоторых справочниках с 1730 года.
В 1730-х годах слобода стала владением помещиков Ковалевских. В это время она уже именовалась Ютановкой.

### Исторический очерк
Основателем владения Ковалевских в Ютановке был Василий Семёнович Ковалевский, который переселил из своего харьковского имения 250 крепостных.
В 1793 году в Ютановке построили деревянный храм, а в 1839 году — кирпичный.
В 1859 году — Бирюченского уезда «слобода владельческая Ютановка при реке Осколе», «по правую сторону тракта на город Харьков» — 75 дворов, крупчатное заведение, церковь православная.
В 1865 году в слободе — 79 дворов, кирпичный и маслобойный заводы, водяная мельница на Осколе, школа.
В 1900 году — Бирюченского уезда Верхнелубянской волости слобода Ютановка «и смежная владельческая усадьба Ковалевской Евгении Павловны («Нининская») — 112 дворов, земельный надел 294,4 десятины, церковь, общественное здание, земская школа и школа грамотности, 2 мукомольные мельницы, 2 кузницы, винная лавка.
В августе 1902 года в Ютановке открылась второклассная церковно-приходская школа для подготовки народных учителей.
В 1905 году в слободе появилось ремесленное отделение, где обучали столярному и слесарному делу.
В 1916 году Е.П. Ковалевский (1865-1941) — депутат III и IV Государственной Думы от Валуйского уезда, член Совета русской церкви — «перевез в Ютановку гатчинскую педагогическую семинарию (преподавателей и студентов двух курсов) с богатой библиотекой и наглядными пособиями».
После гражданской войны в 1923 году уцелевшие «остатки» этого учебного заведения перевели в Валуйки, создав там педучилище. В Ютановке был устроен «детский городок» для сирот.
С июля 1928 года слобода Ютановка в Волоконовском районе — центр Ютановского сельсовета.
В 1930 году «городок» был переведен в Пятницкое.
В 1941 году вскоре после начала Великой Отечественной войны в Ютановской МТС ушедших на фронт трактористов сменили 129 девушек; еще 19 девушек начали обучаться на курсах комбайнеров.
В 1946 году здание Ютановской средней школы отдали детскому дому. Его воспитанники в 1946—1947 годах заложили сад на двух гектарах, посадили аллеи возле своего дома. Школьники тоже заложили сад (в 1956 году).
В 1950 году в Ютановке появился и самый большой сад — за мастерскими совхоза.
В 1962 году учащиеся Ютановской восьмилетней школы разбили парк у здания конторы совхоза.
В 1997 году село Ютановка в Волоконовском районе — центр Ютановского сельского округа.
В 2006 году село Ютановка — центр Ютановского сельского поселения (5 сел, 2 поселка и 3 хутора) Волоконовского района.

## Население
В 1859 году в Ютановке 740 жителей (381 мужчин, 359 женщин); в 1865 году — 748 жителей; в 1900 году — 855 жителей (422 мужчины, 433 женщины).
В 1905 году в Ютановке — 123 двора, 752 жителя (372 мужчины, 380 женщин).
На 1 января 1932 года в Ютановке — 880 жителей.
По сведениям переписей населения в селе Ютановке на 17 января 1979 года — 1067 жителей, на 12 января 1989 года — 827 (391 мужчина, 436 женщин), на 1 января 1994 года — 788 жителей, 302 хозяйства.
В 1997 году в Ютановке 320 подворий, 900 жителей.
| 1859 | 1897 | 2002 | 2010 |
| ---- | ---- | ---- | ---- |
| 740  | ↘694 | ↗815 | ↗870 |

## Археологические памятники
- Ютановское городище — археологический комплекс из городища, селищ и могильников в окрестностях села. Ученые и краеведы давно ведут раскопки древнего поселения вблизи Ютановки. В 1995 году вышла брошюра учителя истории средней школы № 1 А.Г. Николаенко «Древний город у Ютановки (заметки краеведа к истории России и Приоскольского края)»[4].